# Article 96 de la Constitution belge
L'article 96 de la Constitution de la Belgique fait partie du titre III Des pouvoirs. Il traite de la nomination du gouvernement et de la motion de méfiance constructive.
- L'alinéa 1er date du 7 février 1831 et était à l'origine — sous l'ancienne numérotation — l'article 65, alinéa premier.
- L'alinéa 2 date du 18 mai 1993 et était à l'origine — sous l'ancienne numérotation — l'article 65, alinéa 2, deuxième et troisième phrase.

## Le texte
« Le Roi nomme et révoque ses ministres. 
 Le Gouvernement fédéral remet sa démission au Roi si la Chambre des représentants, à la majorité absolue de ses membres, adopte une motion de méfiance proposant au Roi la nomination d'un successeur au Premier Ministre, ou propose au Roi la nomination d'un successeur au Premier Ministre dans les trois jours du rejet d'une motion de confiance. Le Roi nomme Premier Ministre le successeur proposé, qui entre en fonction au moment où le nouveau Gouvernement fédéral prête serment. »

## Nomination des ministres
Depuis 1831, le Roi a pour tradition de nommer un « formateur », le premier étant Joseph Lebeau nommé par Léopold Ier. Ce formateur est chargé de choisir les membres de l'équipe qui formera le gouvernement. Cette coutume est héritée du système britannique où le souverain nomme un Premier ministre chargé de former un gouvernement. La différence est qu'en Belgique, le formateur ne fait pas toujours partie du gouvernement qu'il a composé. Malgré ce système, et particulièrement dans les premières années du Royaume, le Roi peut intervenir auprès de son formateur pour lui proposer des candidats ou pour en rejeter d'autres. Jusqu'en 1866, le Roi nomme directement le ministre directeur de la Guerre lequel ne siège pas au gouvernement avant 1835.
Comme tous les actes du Roi, la nomination d'un ministre nécessite un contreseing ministériel. La coutume veut que l'on pratique le contreseing de courtoisie, c'est-à-dire que la première signature du ministre soit celle de l'acte de révocation de son prédécesseur et que la dernière signature de ministre soit celle de nomination de son successeur. Néanmoins, si le ministre partant refuse de signer la nomination de son successeur, il est admis que ledit successeur la signe lui-même. Ce cas ne s'est présenté qu'une fois dans l'Histoire et ce mécanisme n'a pas été utilisé : après l'invasion allemande en 1940, le gouvernement d'Hubert Pierlot veut poursuivre la guerre alors que Léopold III souhaite la capitulation. Le Roi demande alors au juriste reconnu Raoul Hayoit de Termicourt si les nouveaux ministres pourraient signer leur acte de nomination, ce à quoi Hayoit de Termicourt répond par la négative. Le gouvernement Pierlot est resté en place durant tout le reste de la guerre.
Lorsque la formation d'un gouvernement est compliquée, le Roi nomme, avant le formateur, un voire plusieurs « informateurs ». Le premier informateur est intervenu en mars 1935 à la demande de Léopold III. Lors de la difficile formation d'un gouvernement à la suite des élections de 2007, le roi Albert II a innové en nommant un « médiateur » et un « explorateur ».
Durant la période de formation du gouvernement, le Roi voit toujours ses actes contresignés par un ministre mais ce dernier, étant soit démissionnaire, soit membre d'un gouvernement d'affaires courantes, il  n'est plus responsable devant la Chambre des représentants.

## Révocation des ministres
Seuls Léopold Ier, Léopold II et, dans une moindre mesure, Albert Ier ont exercé ce droit, d'une manière informelle puisque les arrêtés publiés au Moniteur belge parlent de démission.
Les ministres qui ont « reçu leurs démission du Roi » sont le ministre de la Guerre Amédée de Failly à la suite de la campagne des Dix-Jours en 1831, le ministre des Affaires étrangères Félix De Mûelenaere ainsi que le gouvernement qui le soutient à la suite de son intransigeance dans les négociations face aux Néerlandais en 1832, le gouvernement de Jules d'Anethan à la suite de manifestations en 1871, Charles Woeste et Victor Jacobs à la suite de la première guerre scolaire en 1884 (le reste du gouvernement de Jules Malou démissionne par solidarité), le gouvernement de François Schollaert dû à sa faiblesse politique en 1911, le ministre des Affaires étrangères Eugène Beyens pour ses aptitudes conciliantes avec la France et le Royaume-Uni en 1917 et le gouvernement de Jules Renkin à la suite de ses divisions internes et des difficultés budgétaires en 1932.
Le roi Léopold III l'a envisagé avec le gouvernement d'Hubert Pierlot à la suite de son désaccord sur la conduite à adopter face au début de la Seconde Guerre mondiale. Enfin, après l'indépendance du Congo, la Belgique subit une crise politique. Le roi Baudouin insiste pour que le gouvernement de Gaston Eyskens démissionne. Ce dernier, soutenu par son gouvernement et par Théo Lefèvre, refuse mais propose au Roi de le révoquer. Le Roi ne le fait pas et le gouvernement obtient un nouveau vote de confiance à la Chambre.
Aujourd'hui, bien que le droit de révocation par le Roi existe toujours juridiquement, une révocation d'un ministre par le Roi est politiquement inenvisageable. Selon Jean Stengers, « le renvoi d'un gouvernement apparaîtrait aujourd'hui comme une sorte de coup d'État, un acte d'autorité dirigé contre les partis, et jurant par conséquent avec la position que le Roi doit occuper au-dessus des partis. Le renvoi d'un ministre en particulier serait toujours le renvoi d'un ministre ou flamand, ou francophone, et déclencherait immanquablement des incidents linguistiques dont le Roi ferait les frais ».
Dans les faits, le pouvoir de révocation appartient de plus en plus au Premier ministre. Ainsi, en octobre 1921, Henry Carton de Wiart a réclamé la démission du ministre des Travaux publics, Édouard Anseele, entraînant la chute de son gouvernement. En janvier 1937, Paul Van Zeeland demande au ministre de la Santé publique Émile Vandervelde de présenter sa démission au Roi, en décembre 1939, Hubert Pierlot somme son ministre des Communications Henri Marck de quitter le gouvernement, etc.

## Démission des ministres
Le Roi est, encore aujourd'hui, libre d'accepter ou non la démission d'un ministre ou d'un gouvernement. Si le Roi refuse la démission, le gouvernement continue de fonctionner. Si le Roi accepte officieusement, par un communiqué, la démission du gouvernement, il reste en place mais est en affaires courantes jusqu'à la nomination du gouvernement suivant, c'est-à-dire qu'il ne peut pas prendre d'initiative ni prendre de décisions importantes,. Si le Roi maintient sa décision en suspens, le gouvernement est en affaires courantes jusqu'à la décision du Roi. Enfin, l'acceptation officielle de la démission, par arrêté royal, met véritablement fin aux fonctions du gouvernement.
À la suite de la démission du gouvernement, le Roi peut dissoudre les Chambres.
La dernière démission refusée date du 14 juillet 2008, c'est celle du premier gouvernement d'Yves Leterme.

## Motion de méfiance
Les motions de méfiance sont une exception à la liberté de nomination et de révocation du Roi.
Jusqu'à aujourd'hui, aucune motion de ce type n'a jamais été adoptée.